# أندرو هوول
أندرو هوول (بالإنجليزية: Andrew Hoole)‏ (22 أكتوبر 1993 بنيوكاسل في أستراليا - ) هو لاعب كرة قدم أسترالي في مركز الدفاع. لعب مع رودميدو ماجيك وNewcastle Jets FC Youth ‏.

## وصلات خارجية
- أندرو هوول على موقع قاعدة بيانات كرة القدم.إي يو (الإنجليزية)
- أندرو هوول على موقع Soccerway.com (الإنجليزية)
- أندرو هوول على موقع عالم كرة القدم.نت (الإنجليزية)